# Marvel-JAP
Marvel-JAP is een historisch motorfietsmerk.
De bedrijfsnaam was: Harry Pollard, Frome, Dorset
Het was een kleine Engelse fabriek die van 1908 tot 1912 motorfietsen met inbouwmotoren van J.A. Prestwich, zowel eencilinders als V-twins, leverde.